# Rex Nebular and the Cosmic Gender Bender
Rex Nebular and the Cosmic Gender Bender est un jeu vidéo d'aventure de type pointer-et-cliquer produit et réalisé par Microprose et sorti en novembre 1992. C'est le premier et l'un des trois seuls jeux de ce style réalisés par le studio Microprose, jusque-là plutôt spécialisé dans les simulations. Rex Nebular est sorti sur DOS et Macintosh, en version anglaise uniquement.

## Trame

### Synopsis
Rex Nebular est un pilote de vaisseau spatial, aventurier, chasseur de primes et accessoirement machiste. Alors que sa situation financière est désespérée, l'un de ses créanciers l'envoie à la recherche d'un vase précieux sur une planète lointaine. Celle-ci a été le théâtre, des années auparavant, d'une guerre des sexes qui s'est soldée par la victoire des femmes et la quasi-disparition des hommes. Le vaisseau de Rex s'écrase dans la jungle : il devra réussir à rejoindre la ville désertée où le vase est caché, et trouver de quoi réparer son vaisseau afin de livrer la marchandise.
Les hommes ayant presque tous disparu, les habitantes de la planète utilisent, pour procréer, une machine capable de changer le sexe de son utilisateur, le gender bender. Certaines autochtones tentent néanmoins de profiter de la présence d'un « vrai homme » sur leur planète, dans l'espoir d'en faire un reproducteur.

### Personnages
- Rex Nebular : le personnage principal du jeu, dirigé par le joueur, Rex est un célibataire endurci, capitaine et seul occupant du vaisseau spatial Slippery Pig.
- Colonel Stone : l'employeur de Rex. Son intérêt pour le vase, qu'il est prêt à payer à Rex une forte somme (75 000 « Galactars »), n'est pas expliqué.
- Bud : une grosse créature extra-terrestre, capturée par les habitantes de la planète. Il cherche un moyen de s'enfuir et de se venger.
- Herman Spiltmelk : le dernier homme indigène de la planète où Rex s'écrase vit caché dans les rues désertées d'une grande ville.
- Major Karg : capitaine d'un vaisseau de guerre orbitant autour de la planète.
- Rox : l'alter-ego féminin de Rex, une fois que ce dernier a utilisé le gender bender pour changer de sexe.
- Dr. Slache : une femme-médecin psychopathe qui examine et torture Rex afin de lui soutirer des informations.

## Système de jeu
Rex Nebular est un jeu d'aventure classique pour l'époque : le joueur doit trouver des objets plus ou moins cachés dans le décor, les combiner et/ou les utiliser à bon escient et ainsi résoudre des énigmes, consistant pour la plupart à débloquer l'accès à de nouveaux endroits et progresser vers la cachette du vase. Le jeu se distingue cependant par certaines caractéristiques techniques. Ainsi, l'animation des personnages est réalisée en capture de mouvement - les décors, pour leur part, sont des images matricielles dessinées à la main puis numérisées. L'inventaire présente les objets que possède le joueur en 3D : un objet sélectionné tourne sur lui-même. Cette nouveauté est alors rendue possible par l'augmentation rapide de la puissance des ordinateurs personnels (Doom, l'un des premiers jeux à utiliser pleinement la 3D, sort l'année suivante).
L'humour est également l'une des caractéristiques principales du jeu. Il est principalement basé sur le caractère du héros, qui fait face à des situations burlesques qui mettent à mal son orgueil masculin. Rex devra par exemple utiliser le gender bender pour réussir à s'enfuir, et ainsi faire l'expérience de la féminité. Le ton général du jeu est plutôt mature - certaines situations sont assez grivoises ou sanglantes.

## Accueil

### Critique
Le jeu a reçu de bonnes critiques de presse spécialisée internationale, principalement pour la qualité de ses graphismes et de son humour. Le magazine français Tilt de novembre 1992 lui accorde par exemple 19/20 et le Tilt d'Or du meilleur jeu d'aventure de l'année. Le site Adventure Gamers le note 3,5/5

### Ventes
Rex Nebular est un échec commercial, tout comme les deux autres jeux d'aventure de Microprose sortis à la même époque, Dragonsphere et Return of the Phantom. À la suite de ces trois revers, Microprose décide d'arrêter le développement de jeux d'aventure et se sépare de l'équipe de développement.